# 那加楠町
那加楠町（なかくすのきちょう）は、岐阜県各務原市の地名。丁番を持たない単独町名である。

## 地理
各務原市の那加地区に属する。
町域の東部は那加門前町、那加大東町、西部は那加門前町、三井北町、南部は三井東町、北部は那加門前町である。
町域の西部には新境川が流れる。
道路
- 国道21号（那加バイパス）

## 歴史
元々は稲葉郡那加村西市場外六ケ所大字入会地の一部である。1937年（昭和12年）に川崎造船所飛行機部（後の川崎航空機工業）各務原分工場が各務原工場に昇格し、兵庫県から異動する従業員とその家族のための社宅を建設するためにこの地が区画整理され、最初の社宅街（楠町住宅）が完成した。
1944年（昭和19年）2月11日、那加町西市場外六ケ所大字入会地の市街地の地域で字名の改称と地番変更がおこなわれ、楠町が成立。1963年（昭和38年）4月1日に各務原市の発足に伴い那加楠町に改称する。
1984年（昭和59年）9月1日、三井町の一部と那加楠町の一部をもって三井北町が発足。

## 世帯数と人口
2024年（令和6年）10月1日現在の世帯数と人口は以下の通りである。
| 丁目     | 世帯数  | 人口  |
| -------- | ------- | ----- |
| 那加楠町 | 280世帯 | 590人 |

## 小・中学校の学区
市立小・中学校に通う場合、学区は以下の通りとなる。
| 番・番地等 | 小学校                   | 中学校               |
| ---------- | ------------------------ | -------------------- |
| 全域       | 各務原市立那加第二小学校 | 各務原市立桜丘中学校 |

## 主な施設
- 楠公園
- 楠集会施設

## 交通
- 各務原市ふれあいバス稲羽線